# خوسيه بيدروسا غالان
خوسيه بيدروسا غالان (بالإسبانية: José Pedrosa Galán)‏ لاعب كرة قدم إسباني ، لعب سابقاً لنادي الشمال ونادي الجبلين في خط الوسط.

## روابط خارجية
- خوسيه بيدروسا غالان على موقع قاعدة بيانات كرة القدم.إي يو (الإنجليزية)
- خوسيه بيدروسا غالان على موقع Soccerway.com (الإنجليزية)
- خوسيه بيدروسا غالان على موقع عالم كرة القدم.نت (الإنجليزية)

خوسيه بيدروسا غالان